# Templemania rhythmogramma
Templemania rhythmogramma es una especie de polilla de la familia Tortricidae. Se encuentra en Zacualpan, México.